# Шеленков, Виктор Вячеславович
Виктор Вячеславович Шеленков (17 октября 1952) — советский футболист, нападающий и полузащитник.

## Биография
Начал заниматься футболом в калининградской ДЮСШ «Балтика», первые тренеры — Петр Захаров и Юрий Ревебцов. После окончания школы с 1971 по 1973 служил в армии, играл за сборную Тихоокеанского флота. После демобилизации поиграл в калининградском «Кварце», а в 1974 году попал в «Балтику», сыграл 17 матчей и забил 4 гола. В 1975 перешёл в куйбышевские «Крылья Советов», игравшие в Первой лиге. Вместе с клубом вышел в Высшую лигу, в которой за следующие три сезона провел 23 матча и дважды забил. В дальнейшем играл в Первой и Второй лигах за ижевский «Зенит», воронежский «Факел», харьковский «Металлист» и клуб «Атлантика» из Севастополя. После окончания карьеры игрока работал в калининградском торговом порту.
Сын — футболист Юрий Шеленков.